# Liste der Kulturdenkmäler in La Massana

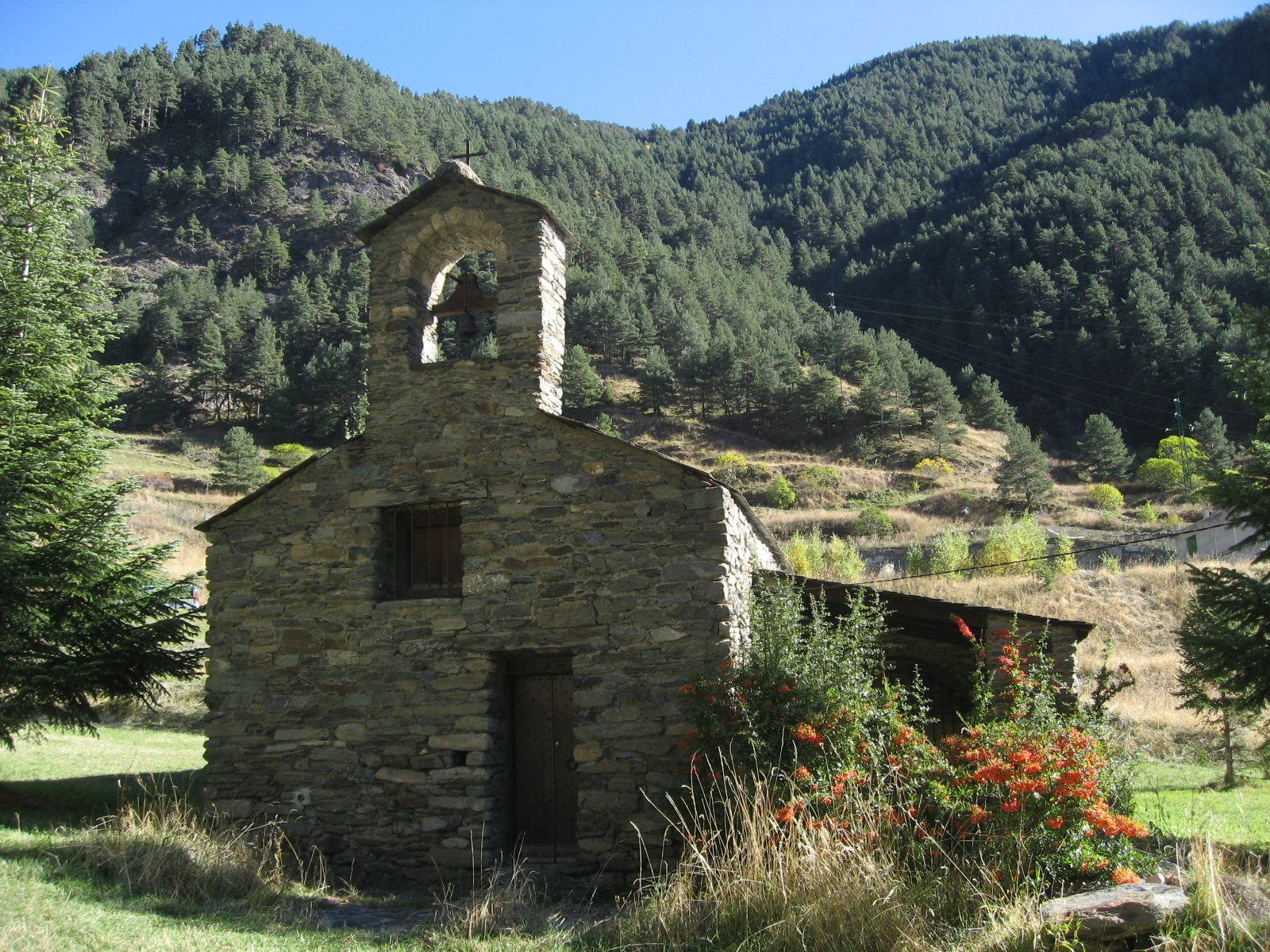
Església de Sant Andreu d’Arinsal

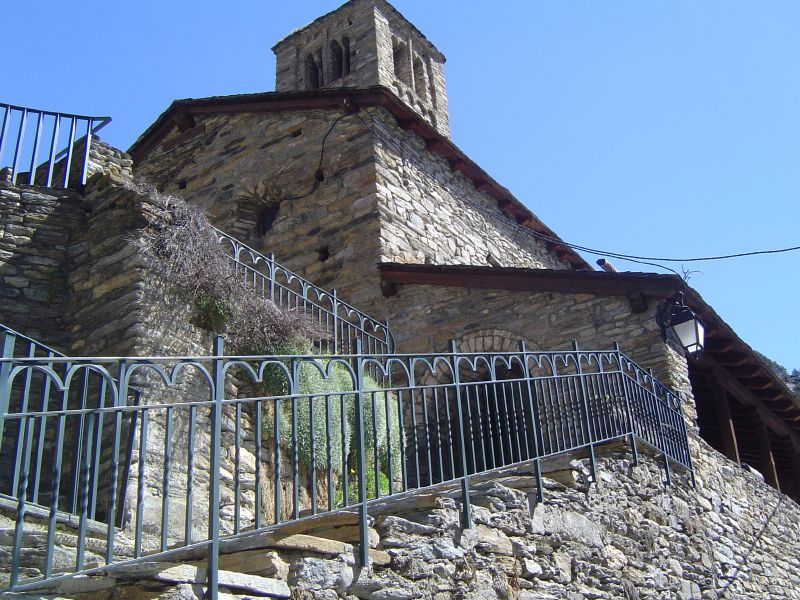
Església de Sant Climent de Pal

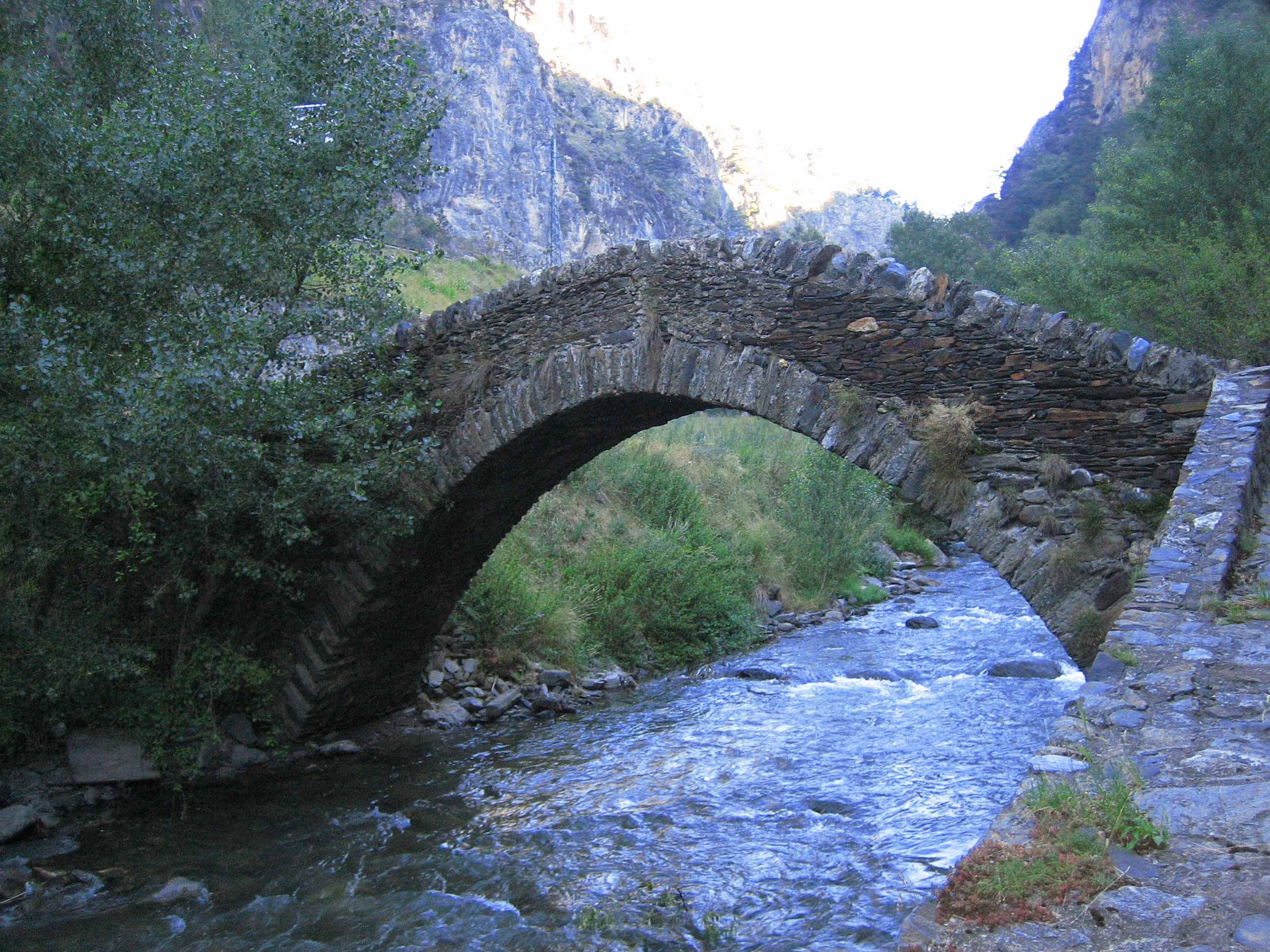
Pont de Sant Antoni de la Grella

In der Liste der Kulturdenkmäler in La Massana sind alle Kulturdenkmäler der andorranischen Parròquia La Massana aufgelistet. Grundlage ist das Gesetz über das kulturelle Erbe Andorras (Llei del patrimoni cultural d’Andorra) vom 12. Juni 2003.

## Baudenkmäler
- Església de Sant Iscle i Santa Victòria
- Església de Sant Joan de Sispony
- Església de Sant Cristòfol d’Anyós
- Església de Sant Ermengol de l’Aldosa
- Església de Sant Romà d’Erts
- Església de Sant Andreu d’Arinsal
- Església de Sant Climent de Pal
- Pont de Sant Antoni de la Grella
- Farga Rossell